# Studenec (ort i Tjeckien, Vysočina)
Studenec är en ort i Tjeckien.   Den ligger i regionen Vysočina, i den sydöstra delen av landet, 150 km sydost om huvudstaden Prag. Studenec ligger 444 meter över havet och antalet invånare är 555.
Terrängen runt Studenec är platt, och sluttar österut.Runt Studenec är det glesbefolkat, med 20 invånare per kvadratkilometer. Närmaste större samhälle är Třebíč, 13,4 km väster om Studenec. Trakten runt Studenec består till största delen av jordbruksmark.